# Теодицея (Лайбниц)
Теодицея (на френски: Essais de Théodicée sur la bonté de Dieu, la liberté de l'homme et l'origine du mal – „Теодицея: Есета за Божията доброта, свободата на човека и произхода на злото“) е религиозно-философски трактат на Готфрид Лайбниц от 1710 г., написан на френски. Той е единствената му работа, издадена приживе в Амстердам и поставя начало на философската доктрина теодицея за оправдание на Бог за съществуването на зло в света.